# 66. nordlige breddekreds
Den 66. nordlige breddekreds (eller 66 grader nordlig bredde) er en breddekreds, der ligger 66 grader nord for ækvator. Den løber gennem Atlanterhavet, Europa, Asien og Nordamerika.